# Atopsyche atahuallpa
Atopsyche atahuallpa är en nattsländeart som beskrevs av Schmid 1989. Atopsyche atahuallpa ingår i släktet Atopsyche och familjen Hydrobiosidae. Inga underarter finns listade i Catalogue of Life.